# Hardcore Pawn

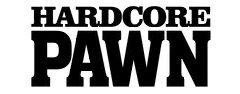
Logotipo en blanco y negro del Reality Show norteamericano "Hardcore Pawn”.

Hardcore Pawn (traducido como Empeños a lo bestia en España y El Mejor Precio en Hispanoamérica) es una serie de televisión estadounidense producida por RDF USA (más tarde Zodiak USA) y Richard Dominick, transmitida por el canal TruTV. Narra las actividades diarias en American Jewelry and Loan, una casa de empeño familiar situada en 20450 Greenfield Road, entre 8 Mile Road y John C. Lodge Freeway en Detroit, Míchigan.
El programa se estrenó el 16 de agosto de 2010, con más de 2 millones de espectadores, consiguiendo un récord en la cadena TruTV como el estreno de reality más visto.

## Historia
American Jewelry and Loan es propiedad de Leslie "Les" Gold, hijo de un prestamista que al principio tenía Sam's Loans, una casa de empeño ya desaparecida en la Avenida Michigan, en Detroit. Les abrió primero American Jewelry and Loan en el centro comercial Eigh Green en 8 Mile Road, Oak Park en 1978, y años más tarde en 1993 se trasladó a su ubicación actual.
En 2011, American Jewelry and Loan se expandió a su segunda ubicación cuando adquirieron Premier Jewelry and Loan en Pontiac. La nueva ubicación fue mostrada en los primeros capítulos de la quinta temporada, y en dos episodios de la sexta temporada, donde Seth piensa vender Premier Jewelry a espaldas de Les.
El único hijo varón de Les, Seth, se graduó en 2003 en la Universidad de Míchigan. Estudió LS&A (Literatura, ciencias y artes) y se preparaba para estudiar Medicina pero se dio cuenta de que aquello no era lo suyo y decidió incorporarse al negocio familiar. Empezando desde abajo, durante 2 años estuvo aprendiendo como funcionaba el negocio bajo las órdenes de su hermana. Cuando esta abandonó el negocio para formar una familia, Seth se convirtió en el gerente y socio de negocios de Les. Se encarga de la comercialización de la tienda.[cita requerida] Seth dice que si no fuera por él, la comercialización de la tienda solo sería en las Páginas Amarillas. La hija de Les, Ashley, se licenció en la Universidad de Míchigan en administración de empresas, volvió a la tienda después de haberse tomado un descanso por maternidad. La rivalidad entre ella y Seth es un elemento común en muchos episodios.
El 25 de enero de 2013, se anunció que Empeños a lo bestia había renovado para una séptima temporada en TruTV. La serie tuvo una media de 2,6 millones de espectadores durante la sexta temporada.

## Recepción
La serie ha sido comparada con Pawn Stars, pero como en otros programas de TruTV, la atención se centra principalmente en el drama, los conflictos, el humor y lo absurdo entre los miembros del personal y sus clientes, en vez de la importancia de los productos que se venden/empeñan en la tienda. Debido a la similitud con Pawn Stars, Empeños a lo bestia ha sido descrita simplemente como una réplica del éxito de Pawn Stars. Les ha dicho que Empeños a lo bestia es una representación más realista de una casa de empeño que Pawn Stars: «Hay gente de todo tipo riendo, llorando y experimentando una amplia gama de emociones. Cada objeto tiene una historia. Y algunas de esas historias son increíbles, las creas o no... Somos una empresa de Detroit que representa lo que las casas de empeño realmente hacen... atienden a una gran variedad de personas reales que necesitan dinero. Las casas de empeños en el pasado solo se ocupaba de traficantes de droga, drogadictos y ladrones. Ahora, lo que TruTV te está mostrando es una mamá que tiene dos hijos en casa, que necesitan comida en su mesa y tiene que poner un techo sobre sus cabezas.»
Linda Stasi, escritora en el New York Post, opinó que algunas situaciones de Empeños a lo bestia estaban preparadas; sin embargo, Les defendió el programa diciendo que ninguna parte del programa era un montaje.
Según Marc Juris, vicepresidente ejecutivo y gerente de TruTV, «Con toda sinceridad, no hicimos nada diferente que no hubiéramos hecho en otros programas... Buscamos programas que realmente tienen ese punto dulce y cuando tengan razón para nuestra audiencia es entonces cuando lo ponemos en el aire.» También señaló que Empeños a lo bestia estuvo en desarrollo durante más de un año y dos episodios de prueba se emitieron en diciembre de 2009. Cuando la segunda temporada se estrenó en diciembre de 2010, se trasladó al martes, a menudo como parte de un maratón que incluye repeticiones de episodios.
Nancy Dubuc, presidenta y gerente de  The History Channel (donde se transmite Pawn Stars), dijo que no podía hablar sobre la coincidencia de TruTV. «No he visto Empeños a lo bestia... pero no hay duda de la potencia de programas que hemos puesto en marcha».

## Episodios
| Temporada | Temporada | Episodios | Inicio de temporada     | Final de temporada       |
| --------- | --------- | --------- | ----------------------- | ------------------------ |
|           | 1         | 8         | 16 de agosto de 2010    | 27 de septiembre de 2010 |
|           | 2         | 8         | 28 de diciembre de 2010 | 8 de febrero de 2011     |
|           | 3         | 13        | 15 de febrero de 2011   | 24 de mayo de 2011       |
|           | 4         | 13        | 21 de junio de 2011     | 4 de octubre de 2011     |
|           | 5         | 26        | 15 de noviembre de 2011 | 19 de junio de 2012      |
|           | 6         | 26        | 10 de julio de 2012     | 5 de febrero de 2013     |
|           | 7         | 24        | 26 de marzo de 2013     | 22 de octubre de 2013    |
|           | 8         | 13        | 17 de diciembre de 2013 | 15 de abril de 2014      |
|           | 9         | 13        | 29 de diciembre de 2014 | 6 de abril de 2015       |

Hasta el 22 de octubre de 2013 se han emitido un total de 120 episodios, incluidos los dos pilotos.
El episodio 100 fue emitido el 16 de abril de 2013.
En ocasiones repiten capítulos de Empeños a lo bestia en TNT.
Puedes ver todas las temporadas de Empeños a lo bestia en Pluto TV.

## Filiales
- Combat Pawn: una serie sobre empleados y clientes de Guns Pollalus, una tienda de armas situada cerca de una instalación militar en Carolina del Norte. Originalmente desarrollado bajo el título Hardcore Pawn: Fort Bragg, Combat Pawn debutó en TruTV el 15 de julio de 2012.[15]
- Hardcore Pawn: Chicago: cuenta con la tienda Royal Pawn, una tienda de empeños propiedad de los hermanos Randy y Wayne Cohen, cuya familia ha estado en el negocio durante 100 años. La serie debutó el 1 de enero de 2013[16] y es producida por TruTV por Bischoff-Hervey Entertainment, con Eric Bischoff y Jason Hervey como productores ejecutivos.[17]

## Libros
La autobiografía de Les Gold, For What It's Worth: Business Wisdom from a Pawnbroker, salió a la venta el 13 de junio de 2013 por Portolio Hardcover. El libro de Les trata sobre su experiencia personal en una casa de empeño de éxito, y da detalles sobre cómo lo hizo, y sobre cómo cualquier persona puede pensar «como un prestamista».